# Inonge Mbikusita-Lewanika
Inonge Mbikusita-Lewanika, née le 10 juillet 1943 à Senanga, est une princesse royale du Barotseland, un ancien territoire  de la Zambie, et une femme politique zambienne qui a été enseignante, députée, puis candidate à l'élection présidentielle, et enfin ambassadrice de la République de Zambie, notamment aux États-Unis. 

## Biographie
Inonge Mbikusita-Lewanika est née en juillet 1943. Elle est la fille du roi Lewanika II du Barotseland (roi de 1968 à 1977). Du fait de cette appartenance à la dynastie des Lewanika, elle détient les titres de princesse dans ce royaume. Elle commence des études supérieures en 1964. Elle obtient en particulier un diplôme d'économie domestique et une maîtrise l'année suivante à la California Polytechnic State University puis un doctorat en enseignement élémentaire, décerné par l'université de New York.
Elle devient ensuite enseignante. Elle est notamment chargée de cours et professeur d'éducation à l'Université de Zambie. Elle est ensuite employée par l'UNICEF en tant que conseillère régionale pour l'Afrique orientale et australe. En 1991, elle est élue députée,, après une candidature soutenue par le Mouvement zambien pour la démocratie multipartite (MMD) lors des premiers scrutins multipartites en Zambie depuis 1972. Elle est membre de ce parlement jusqu'en 2001, pendant une dizaine d'années. Mme Mbikusita-Lewanika a été membre fondatrice puis présidente de la Fédération des femmes africaines pour la paix (FERFAP). Elle a dirigé une mission de paix au Burundi et au Rwanda en 1995, ainsi que des missions de paix de la FERFAP dans la Corne de l'Afrique.
Elle est  l'une des deux femmes qui se présentent à la présidence de la Zambie lors de l'élection présidentielle de 2001, obtenant environ 0,6 % des voix, sous la bannière de l'Agenda pour la Zambie (en) (AZ). Elle devient ensuite ambassadrice et envoyée spéciale de Levy Mwanawasa, le nouveau président zambien, lorsque celui-ci occupe le mandat de président de l'Union africaine. Elle est notamment ambassadrice aux États-Unis en 2006. 
Elle est un moment la candidate de son pays pour succéder à Alpha Oumar Konaré, comme président de la Commission de l'Union africaine, mais est devancée par le congolais Jean Ping durant le vote final.
En 2009, la California Polytechnic State University, lui décerne un diplôme honorifique de docteur en droit.